# Henry Drummond Wolff

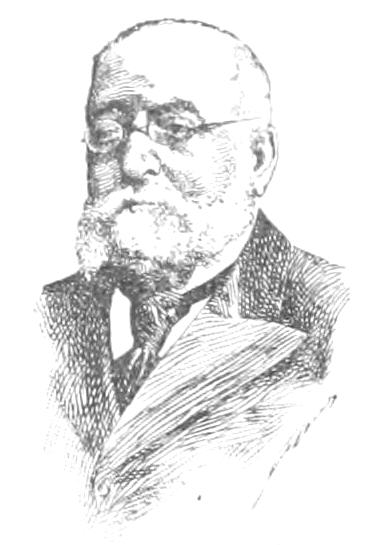
Henry Drummond Wolff (1906), Portrait aus Larousse Mensuel Illustré

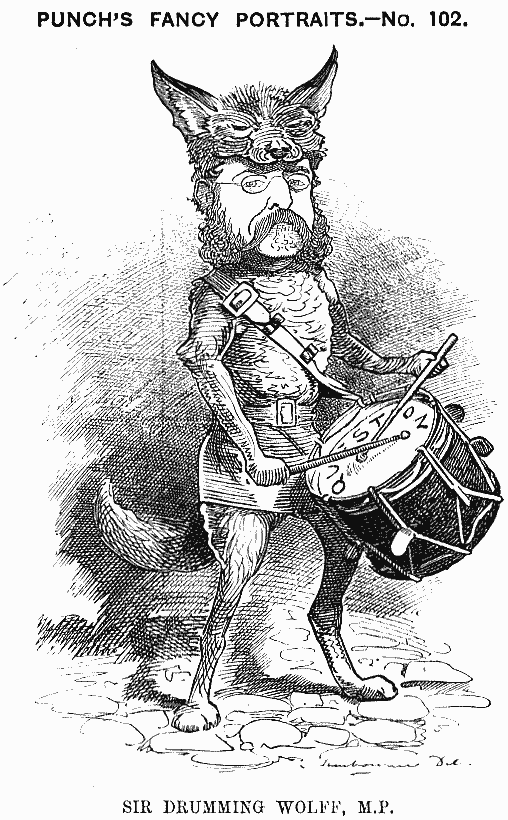
Karikatur von Edward Linley Sambourne veröffentlicht in Punch, 1882

Sir Henry Drummond Charles Wolff GCB, GCMG, PC (* 12. Oktober 1830 auf Malta; † 11. Oktober 1908 in Brighton, East Sussex) war ein britischer Diplomat und Politiker der Conservative Party.

## Leben
Wolff war der Sohn von Georgiana Mary Walpole und Joseph Wolff. Er studierte in Rugby und in Europa. 1846 trat er in den auswärtigen Dienst. 1862 war er Geschäftsträger in Florenz. 1869 war er Sekretär des britischen High Commissioner der Ionischen Inseln. 1878 wurde er Kommissar für die Organisation von Ostrumelien.
Von 1874 bis 1880 saß Drummond Wolff für den Wahlkreis Christchurch im House of Commons. Er wohnte in Boscombe und urbanisierte  Boscombe Spa und spielte eine aktive Rolle im öffentlichen Leben von Bournemouth. Innerhalb der Konservativen Parlamentsfraktion gehörte er zur vierköpfigen Gruppe der Fourth Party. Zwischen 1878 und 1879 war er stellvertretender Kommissar der Europäischen Kommission für den Aufbau und Organisation von Ostrumelien. Von 1880 bis 1885 saß Drummond Wolff für den Wahlkreis Portsmouth im House of Commons. 1870 ruderte beim Bournemouth Ruderclub in einem Vierer.
Das Osmanische Reich hatte die Suzeränität über Ägypten, wo Khedive herrschten. 1885 vereinbarte Wolff mit Abdülhamid II. in Konstantinopel, dass sowohl die britische Regierung, als auch die osmanische Regierung je einen Hochkommissar entsenden um eine Armeereform in Ägypten durchzuführen. Der Sultan beauftragte Ahmed Muhtar Pascha als seinen Militärberater für Ägypten. Die Vereinbarung orientierte sich in der Begründung der Ägyptische Expedition. Das Interesse der britischen Regierung war, durch diese Militärberater Einfluss und Informationen zu gewinnen. Von 1885 bis 1887 übte Wolff das Amt, das so geschaffenen Hochkommissars selbst aus.
Von 1888 bis 1891 war er außerordentlicher Gesandter und Ministre plénipotentiaire in Teheran; danach von 1892 bis 1900 außerordentlicher Gesandter und Ministre plénipotentiaire in Madrid.
Wolff war an der Gründung der Primrose League beteiligt. 1862 wurde er Knight Commander des Order of St. Michael and St. George (KCMG). 1878 wurde er Knight Grand Cross des Order of St Michael and St George (GCMG). 1889 wurde er Knight Grand Cross des Order of the Bath (GCB). 1900 überzeugte er William Knox D’Arcy in Persien nach Öl zu suchen. 1860 wurde seine Tochter Adeline Georgina Isabella Kingscote, eine Schriftstellerin, die unter dem Namen Lucas Cleeve schrieb, geboren. Sie verstarb wenige Tage vor ihrem Vater in der Schweiz.